# Cygnus CRS Orb-2
Cygnus CRS Orb-2, també coneguda com a Orbital Sciences CRS Flight 2, va ser el tercer vol de la nau espacial de subministrament no tripulada Cygnus desenvolupada per Orbital Sciences Corporation. El vol el va dur a terme Orbital Sciences sota contracte de la NASA com a missió del programa Commercial Orbital Transportation Services (COTS). Va ser el tercer vol a l'Estació Espacial Internacional i el quart llançament amb el coet Antares de l'empresa. La missió va ser llançada el 13 de juliol de 2014 des del Mid-Atlantic Regional Spaceport.